# Citroën C-Elysée WTCC
Der Citroën C-Elysée WTCC ist ein Rennwagen der Automobilmarke Citroën, der für den Einsatz in der Tourenwagen-Weltmeisterschaft 2014 entwickelt wurde. Der Codename des Fahrzeuges ist M43. Im Juli 2013 wurde das Fahrzeug vorgestellt und ersten Fahrtests unterzogen. Auch bei der Internationalen Automobil-Ausstellung in Frankfurt am Main im September 2013 wurde das Fahrzeug gezeigt.
Basis des Rennwagens ist die Stufenhecklimousine Citroën C-Elysée. Die Karosserie ist verstärkt und hat einen verschweißten und mehrfach verstrebten Überrollkäfig. Sie besteht aus Stahl und Faserverbundwerkstoffen.
Der Motor wurde gedrosselt auf etwa 224 kW (300 PS) schon im DS3 WRC eingesetzt.

## Fahrer und Ergebnisse
In der Tourenwagen-Weltmeisterschaft 2014 setzte Citroën Total WTCC drei Fahrzeuge im kompletten Saisonverlauf ein, in denen die Franzosen Sébastien Loeb und Yvan Muller sowie der Argentinier José María López, der 2014 Tourenwagen-Weltmeister wurde, an den Start gingen. An vier Rennwochenenden wurde zusätzlich ein viertes Fahrzeug für Ma Qinghua eingesetzt.
Die Fahrer Muller und Loeb belegten in der Fahrerwertung Platz 2 und 3.
2015 konnten die drei Fahrer diesen Erfolg wiederholen.
Auch in der Tourenwagen-Weltmeisterschaft 2016 erlangten die Fahrer der zwei teilnehmenden Fahrzeuge Platz 1 und 2.

## Technische Daten

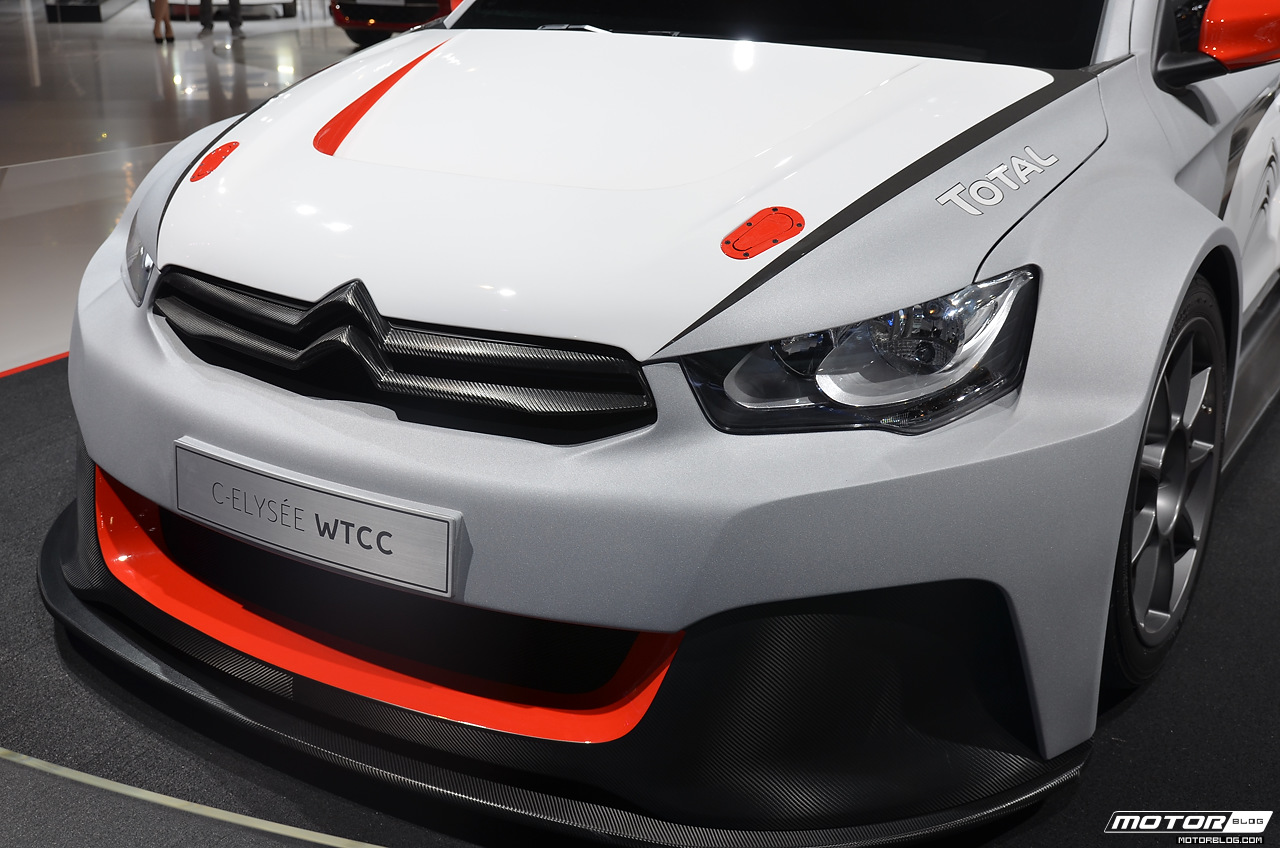
Front, zeigt Verbundwerkstoff

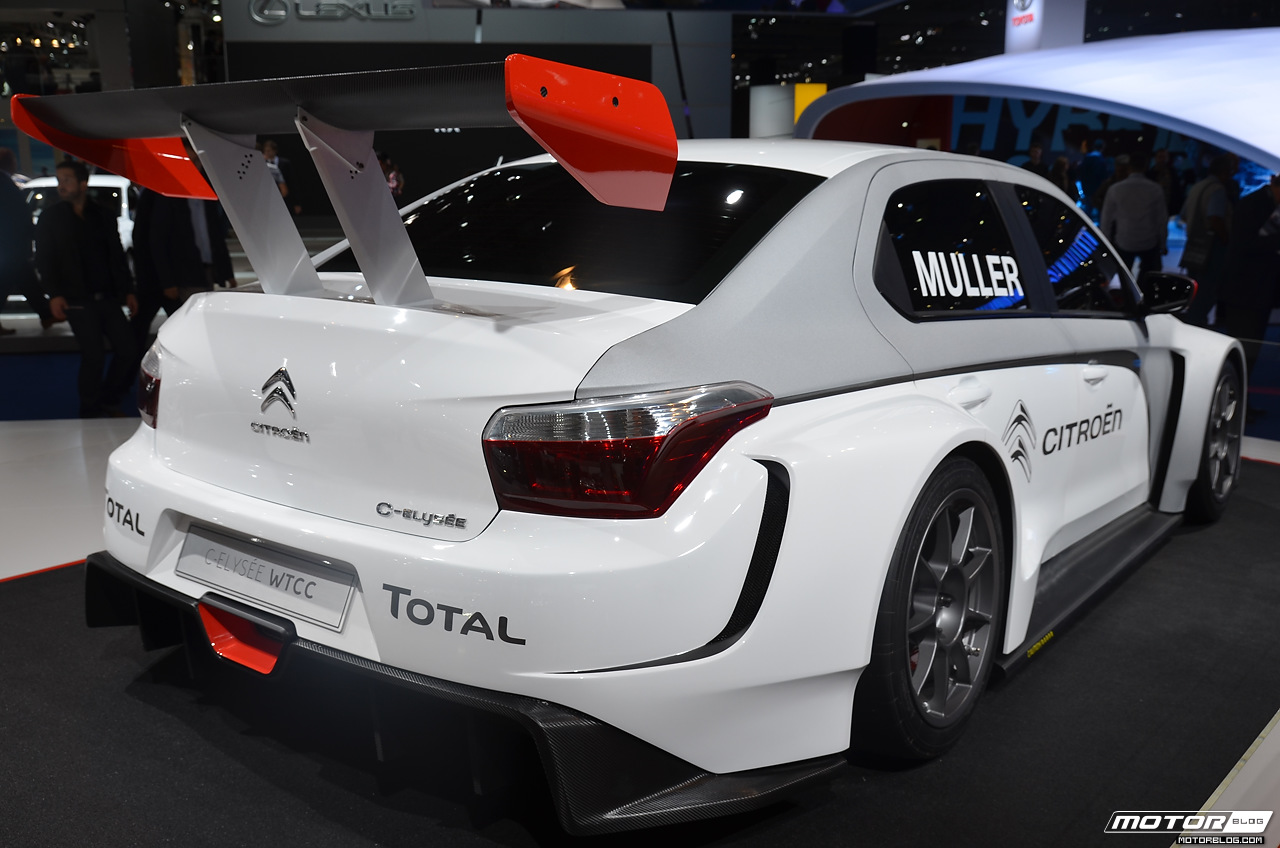
C-Elysée WTCC Heckseitenansicht

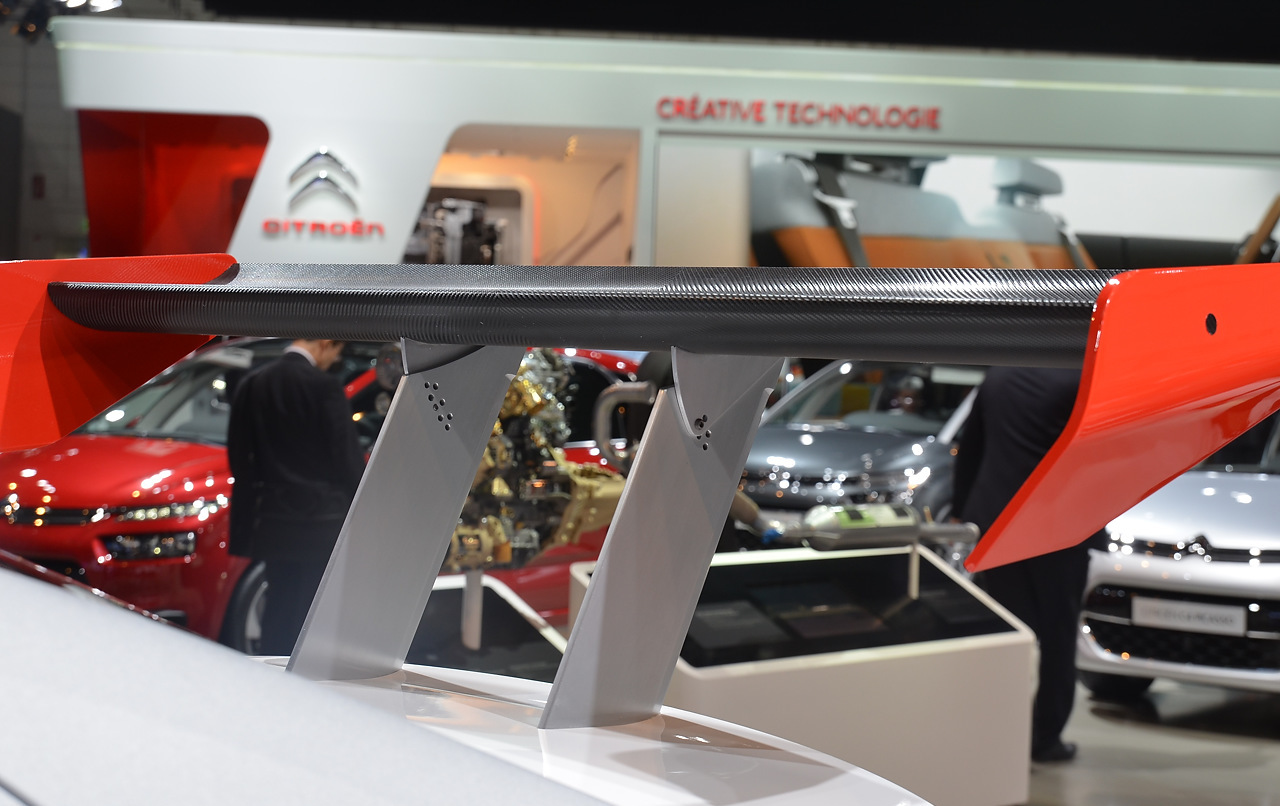
C-Elysée WTCC, Detail

| Motorhersteller           | Citroën Racing                                 |
| Motorart                  | Ottomotor                                      |
| Motorbauart               | R4                                             |
| Gemischbildung            | Benzindirekteinspritzung                       |
| Motoraufladung            | Turbolader                                     |
| Bohrung und Hub           | 82 mm × 75,5 mm                                |
| Hubraum                   | 1598 cm³                                       |
| spezifische Leistung      | 177 kW/l                                       |
| Leistung                  | 283 kW (385 PS) bei 6000/min                   |
| Drehmoment                | 400 Nm bei 4500/min                            |
| Ventilsteuerung           | 2 obenliegende Nockenwellen                    |
| Ventile                   | 4 pro Zylinder                                 |
| Kraftübertragung          |                                                |
| Antrieb                   | Frontantrieb                                   |
| Getriebe                  | 6-Gang-Getriebe                                |
| Differential              | mechanisch-selbstsperrend                      |
| Bremsen                   |                                                |
| Bauart                    | Scheibenbremsen, belüftet                      |
| Scheibendurchmesser, vorn | 380 mm                                         |
| …, hinten                 | 300 mm                                         |
| Bremssattel, vorn         | 4 Kolben                                       |
| …, hinten                 | 2 Kolben                                       |
| Fahrwerk                  |                                                |
| Aufbau                    | MacPherson-Federbeine, Querlenker, Stoßdämpfer |
| Stoßdämpfer               | justierbar                                     |
| Lenkung                   | Zahnstangenlenkung                             |
| Lenkunterstützung         | Servo, hydraulisch                             |
| Räder                     | 10″ × 18″                                      |
| Reifenhersteller          | Yokohama                                       |
| Sonstiges                 |                                                |
| Höchstgeschwindigkeit     | 300 km/h                                       |
| Tankkapazität             | 50 l                                           |